# Villars-sur-Ollon
Villars-sur-Ollon ist ein Winter- und Sommerkurort in der politischen Gemeinde Ollon im Kanton Waadt in der Schweiz mit 1245 Einwohnern (Stand: 31. Dezember 2011). Der Ort liegt auf 1300 m ü. M. und 900 Meter über dem Rhonetal in der Region Chablais. In der Gemeinde befindet sich das 1910 gegründete Collège Alpin International Beau Soleil, eine internationale Schule mit grossem Sportangebot.

## Verkehr
Villars ist über Strassen von Ollon und Bex aus dem Rhonetal erreichbar und seit 1901 mit der Bex-Villars-Bretaye-Bahn an das Schienennetz angebunden. Über den Col de la Croix führt eine direkte Strassenverbindung nach Les Diablerets, die in den Sommermonaten geöffnet ist.

## Sport
Der Eishockeyverein Villars HC wurde 1963 und 1964 zweifacher Schweizer Meister.
Villars war 2020 Austragungsort des Skibergsteigens bei den Olympischen Jugend-Winterspielen.

## Persönlichkeiten

### In Villars-sur-Ollon geboren
- Béatrix Beck (1914–2008), französische Schriftstellerin
- Olivia Ausoni (1923–2010), Skirennfahrerin
- Jean-Daniel Dätwyler (* 1945), ehemaliger Skirennfahrer
- Mark Bastl (* 1980), ehemaliger schweizerisch-US-amerikanischer Eishockeyspieler

## Bilder

Luftbild (1949)
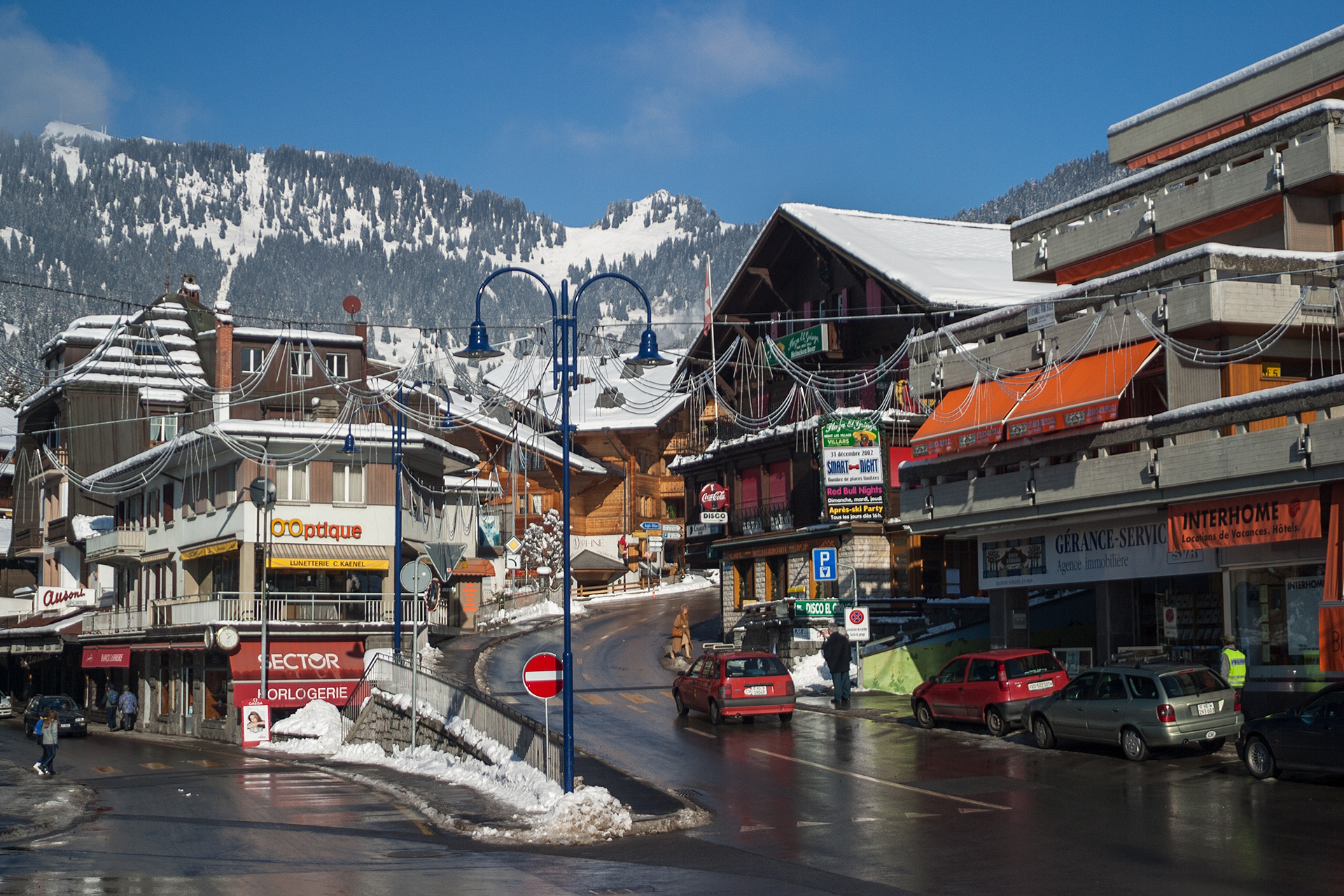
Zentrum von Villars-sur-Ollon
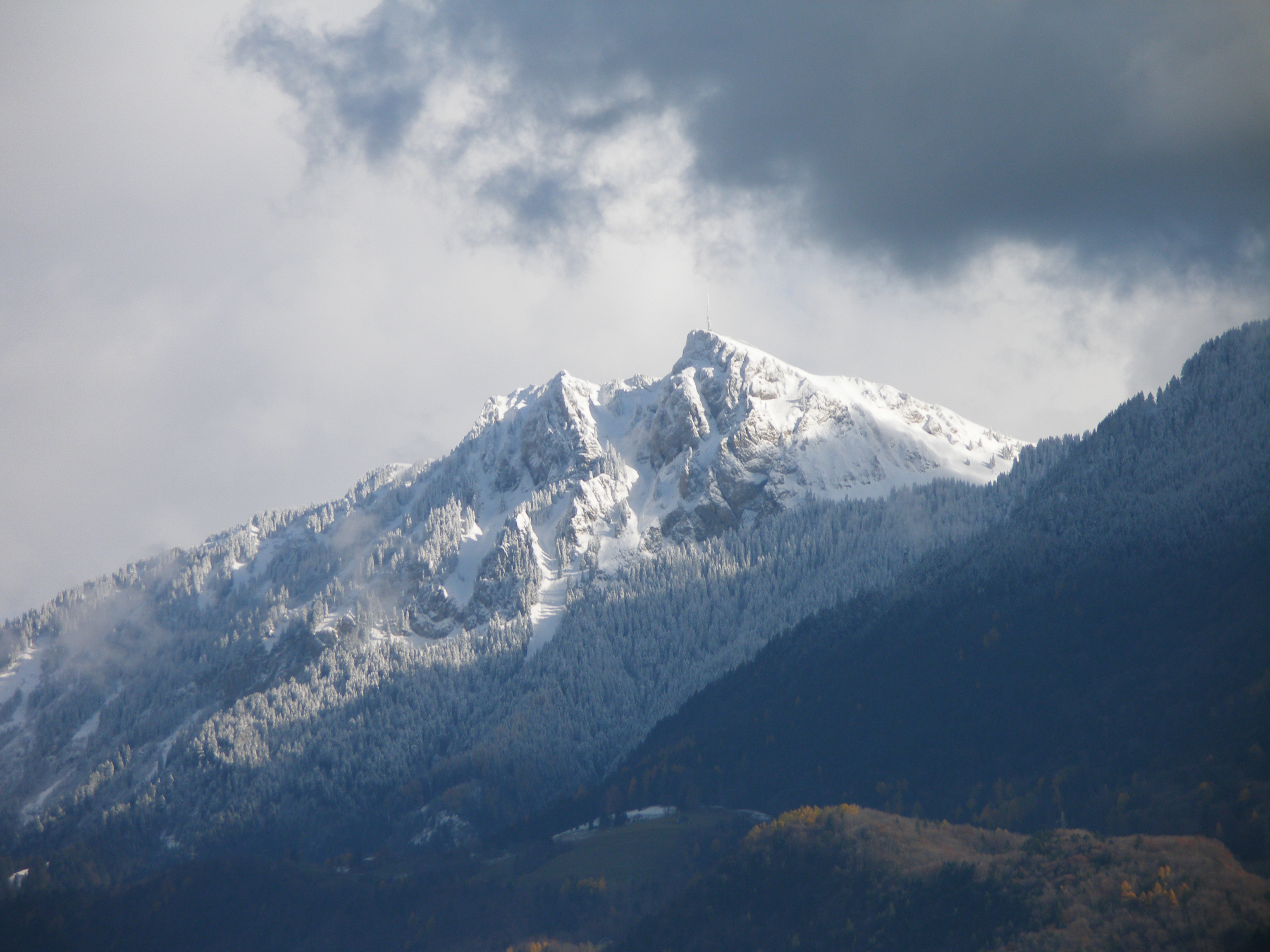
Der Grand Chamossaire, höchster Berg des zugehörigen Skigebietes